# 浅山芦国
浅山 芦国（あさやま あしくに、生年不明 - 文政3年9月5日〈1820年10月11日〉）とは、江戸時代の大坂の浮世絵師。

## 来歴
須賀蘭林斎の門人。姓は浅山、俗称布屋忠三郎。芦洲（あしくに）とも称し、青陽斎、狂画堂、蘭英斎と号す。大坂の人で安堂寺町五丁目に住む。安永初年に生まれる。作画期は享和から没年にかけてで、役者絵、読本や根本の挿絵などを多く描いた。文化13年（1816年）以降は大判の役者絵も描いており、また芝居の看板絵も得意としていたといわれている。肉筆画も残す。墓所は大阪市天王寺区下寺町の遊行寺（円成院）、法名は釈順清。門人に戯画堂芦幸、芦麿、芦郷、芦友、芦尚、芦広、芦舟、芦清、浜松歌国、あし川彦国などがおり、暁鐘成も門人だったかといわれる。流光斎如圭、松好斎半兵衛らの流れとは違う役者絵の一派を成し、門人の中で戯画堂芦幸と芦麿が芦国派の画系を継承した。

## 作品

### 版本挿絵
- 『劇場菊の戯』　※絵入根本、文化元年（1804年）刊行
- 『今昔庚申譚』（いまはむかしこうしんばなし）五冊　※読本、栗杖亭鬼卵作。文化9年（1812年）刊行
- 『金屋金五郎全伝』　※読本、金太楼主人作。文化9年刊行
- 『春景浅茅原』 六冊　※笑門亭編、文化5年（1808年）刊行。喜多川此麿とともに挿絵を描く。
- 『定結納爪櫛』　※文化12年（1815年）刊行
- 『芝翫節用百戯通』　※絵入根本、暁鐘成編。文化12年刊行
- 『いろは国字忠臣蔵』
- 『浄瑠璃姫物語』

### 錦絵
- 「嵐吉三郎・丹右衛門　片岡仁左衛門・城五郎」　細判　早稲田大学演劇博物館所蔵　※享和元年（1801年）10月、大坂中の芝居『伊賀越乗掛合羽』より
- 「大当狂言小わり伝内・嵐橘三郎」　大判　池田文庫所蔵　※文化12年9月、中の芝居『敵討浦朝霧』より
- 「おくめ・嵐小六　与茂七・中村歌右衛門　太平次・あさ尾奥山」　大判3枚続　早稲田大学演劇博物館所蔵　※文政4年5月、大坂角の芝居『太平記忠臣講釈』より
- 「嵐吉三郎・あらし小糸」　大判2枚続

### 肉筆画
- 「三都遊女図」　絹本着色　浮世絵太田記念美術館所蔵　※江戸の勝川春暁、京都の山口素絢との合作